# Verfügbarkeitsverbund
Ein Verfügbarkeitsverbund ist ein fehlertoleranter Verbund von Geräten, bei denen der Ausfall wichtiger Komponenten keinen Totalausfall des Verbundes nach sich zieht, sondern die wichtigsten Dienste verfügbar und betriebsfähig bleiben. Der Verfügbarkeitsverbund dient damit einer erhöhten Betriebssicherheit und allgemein der hohen Verfügbarkeit der Systeme und Dienste.
In einem Verfügbarkeitsverbund sind zumindest die wichtigsten Komponenten redundant ausgelegt. Dies kann auf verschiedene Weise erfolgen: durch Cold Standby, Hot Standby oder durch ein ganzes Ausweichrechenzentrum.
Wird jede kritische Komponente mit Hilfe einer Reserve-Komponente gedoppelt, so wird dieser Schutz als 1:1-Protection bezeichnet. Wenn die Reservekomponente nur einmal vorhanden ist und n andere Komponenten schützt, so spricht man von 1:n-Protection. Jede der n anderen Komponenten kann im Störungsfall auf die Reservekomponente umschalten. Anwendungsbeispiele für 1:n-Protection sind Glasfasernetze des Internet. Die Glasfasern werden als Bündel verlegt, wobei eine davon als Reserve zählt. Bei Ausfall einer Glasfaser des Bündels wird automatisch auf die Reserve umgeschaltet.
Man setzt den Verfügbarkeitsverbund insbesondere in Umgebungen ein, die eine hohe Betriebssicherheit benötigen oder bei denen ein Ausfall einen wirtschaftlichen Schaden zur Folge haben würde, also unter anderem in der Flugüberwachung, in der industriellen Fertigung und für Telekommunikationseinrichtungen. Auch das Sicherheitssystem von Kernkraftwerken ist als Verfügbarkeitsverbund ausgeführt. Dabei spricht man auch vom Redundanzgrad (z. B. 4 Notstromdiesel, wobei nur 2 zur Störfallbeherrschung benötigt werden).